# Aeroportul Halim Perdanakusuma
Aeroportul Halim Perdanakusuma (IATA: HLP, ICAO: WIHH) este un aeroport din East Jakarta⁠(d), Jakarta, Indonezia ce deservește zona Jakarta. Aeroportul a fost tranzitat în 2018 de 7.400.000 de pasageri. A fost deschis în 1924 și numit după Halim Perdanakusuma⁠(d).
Situat la o altitudine de 25 m, aeroportul dispune de o singură pistă. Este operat de Angkasa Pura⁠(d).